# Shutter (2008)
Shutter is een Amerikaanse horrorfilm uit 2008 onder regie van Masayuki Ochiai. Het is een remake van de gelijknamige Thaise productie uit 2004. Shutter verscheen in Nederland als direct-naar-dvd film.

## Verhaal
Benjamin Shaw verblijft voor zijn werk als fotograaf regelmatig in Japan. Wanneer hij trouwt met Jane gaat de reis de volgende dag daarnaartoe. Op een Japanse autoweg doezelt Benjamin in de passagiersstoel in, waarop Jane een vrouw die plotseling de weg opstapt frontaal raakt. Ze raakt in verwarring van de weg en belandt met de wagen in een geul, waarop zowel zij als Benjamin bewusteloos raakt.
Als het tweetal bijkomt, valt de schade aan lijf en leden mee. Benjamin heeft alleen een chronische pijn in zijn nek opgelopen, maar niet eentje waarmee hij direct naar een dokter wil. Jane gaat onmiddellijk nadat ze haar ogen opendoet op zoek naar de geraakte vrouw. Deze is nergens te bekennen. Benjamin betwijfelt daarom of ze sowieso wel iemand geraakt heeft en niet een dier of een stuk hout. Hij stelt haar gerust door te stellen dat áls ze iemand geraakt heeft, die nu klaarblijkelijk door iemand geholpen is.
Aangekomen op hun verblijfplaats, maakt Jane kennis met Benjamins vrienden Bruno en Adam en Benjamins assistente Seiko Nakamura. Zijn vrienden laten doorschemeren dat ze samen graag achter de vrouwen aanzaten voor Benjamin Jane ontmoette.
Na een paar vrije dagen gaat Benjamin aan de slag voor een foto-opdracht, maar het lijkt erop dat zijn camera tijdens het ongeluk beschadigd is geraakt. Niet een van zijn foto's is zonder lichtsporen. Jane laat zich door Seiko vertellen dat er in Japan stevig wordt geloofd dat deze verschijnselen spookfoto's zijn en zoekt hierover experts op. In de witte vlagen op verschillende van Benjamins foto's is de vrouw te herkennen die Jane aanreed. Zij blijkt bovendien een ex-vriendin van haar echtgenoot te zijn, Megumi Tanaka. Benjamin heeft destijds met haar gebroken omdat ze zich obsessief op hem stortte, wat na zijn pogingen de relatie te beëindigen alleen maar toenam.

## Rolverdeling
- Joshua Jackson: Benjamin Shaw
- Rachael Taylor: Jane
- David Denman: Bruno
- John Hensley: Adam
- Maya Hazen: Seiko Nakamura
- Megumi Okina: Megumi Tanaka
- James Kyson Lee: Ritsuo
- Yoshiko Miyazaki: Akiko
- Kei Yamamoto: Murase
- Daisy Betts: Natasha
- Adrienne Pickering: Megan
- Eri Otoguro: Yoko
- Emi Tamura: Emi